# Horst Kasner
Horst Kasner (n. 6 august 1926, Berlin – d. 2 septembrie 2011) a fost un teolog evanghelic german și tatăl cancelarului german Angela Merkel.

## Biografie
Horst Kasner s-a născut în 1926 în Berlin. A studiat din 1948 teologia la Heidelberg și Hamburg.